# 피냐타로인테람나
피냐타로인테람나(이탈리아어: Pignataro Interamna)는 이탈리아 라치오주 프로시노네도에 위치한 코무네다.
고대 오스카 도시인 카시눔을 정복한 후 로마인들이 세운 고대 라틴 식민지인 인테람나 리레나스에서 그 이름을 따왔다.
이 마을은 프로시노네 지방의 최남단에 있다.